# Roger Taylor (dobos, 1949)
Roger Meddows Taylor (King's Lynn, Norfolk, 1949. július 26. –) a Queen együttes dobosa, zeneszerzője és vokalistája. A zenekar valamennyi lemezén hallható legalább egy dala, melyek többségét ő is énekelte amellett, hogy a felvételeken ritmus- és basszusgitáron is közreműködött. Híresebb művei: I’m in Love with My Car, Radio Ga Ga, A Kind of Magic. Már 1977-től adott ki szólólemezeket, valamint a Queen mellett a The Cross nevű együttesben zenélt. Politikai kérdésekben is aktív rocksztár. 2005-től a Queen + Paul Rodgers formáció részeként újra koncertezik, és a stúdiófelvételeken is részt vesz.

## Élete és munkássága
Legismertebb szerzeményei: Radio Ga Ga, A Kind of Magic. A Queen elődzenekarának alapító tagja. Brian May mellett a Queen "rockere", számos lázadó dalt írt és énekelt, nem mindig a klasszikus rock stílusában. A Bohemian Rhapsody mindkét brit kislemez kiadásának "B" oldala az ő szerzeménye volt: 1975-ben az I’m in Love with My Car, 1991-ben a These Are The Days Of Our Lives.
1970 óta tartó, profi karrierje során számos stílust kipróbált, folyamatosan keresve az új és izgalmas hangzásokat, a rock mellett a new wave, a punk és a funk lehetőségeit is felhasználva. A Queen tagok közül elsőként adott ki szólólemezt (1977). Eddig négy szólóalbuma jelent meg. 1987 és 1991 között a The Cross nevű klubzenekar énekeseként három albumot készített és végigturnézta Európát. Számos rocklemez producere. Házában stúdiót működtet, évente 1-2 fiatal csapat készítheti nála lemezét. Friss felfedezettje a Wire Daisies együttes.
Kedvenc zenészei: Jimi Hendrix, John Lennon, Bob Dylan. Autodidakta módon kialakított rock-dobstílusát a drámai hangsúlyok, a fegyelmezett kíséret és a rövid, de utánozhatatlan variációk alkotják. A '80-as évek elejéig a Queen koncerteken két hatalmas üstdobon szólózott 10 percet – ma már gyakran viccelődik azzal, hogy utálja a hosszú dobszólókat és megérti azokat, akik közben kimennek hot dogért. Jelenleg Zildjian cintányérokon és Ludwig, illetve Sleishman dobokon játszik. Régebbi koncerteken használt Gretsch és más dobokat, saját emblémás Vic Firth verőkkel dobol. Komoly gitárgyűjteménye van, a Queen lemezein több alkalommal az ő gyűjteményének darabjai láthatók / hallhatók (például Crazy Little Thing Called Love hangfelvétel, ill. A Kind Of Magic videóklip).
A szeme fényérzékeny, ezért szinte minden fotózáson, koncerten és nyilvános eseményen napszemüveget visel. Ő volt az első brit, aki a királyi család tagjain kívül még életében szerepelt egy angol bélyegen. 1998-ban a házának kertjében állított sátorból közvetített lemezbemutató koncertje bekerült a Guinness Rekordok Könyvébe, mint a legnézettebb élő internetes közvetítés. 40. születésnapi buliján a kertjében felállított katonai reflektorokkal világította meg az eget, mire a teljes Surrey grófságban UFO-készültségbe helyezték a rendőrséget és a katonaságot. Korábban a birtokának bejáratánál elhelyezett kőoroszlánok miatt került összetűzésbe a helyi önkormányzattal; válaszul ronda, világító kertitörpéket építtetett. A szóban forgó házának kertjében forgatta a Queen 1977-ben a Spread Your Wings és We Will Rock You című dalaik videóklipjét.
Az amerikai Rolling Stone magazin Queen-t pocskondiázó cikkére a rá jellemző nyers humorral reagált: egy repülőgépes egészségügyi zacskóra írta meg keresetlen szavait a szerkesztőségnek. 1994-ben erős kirohanást intézett a neonácik ellen: Nazis 1994 című kislemezének videóklipjét és magát a dalt is betiltotta a BBC, az indoklás szerint a "náci" kifejezés nem használható a brit médiában. Korábban azt nyilatkozta "Utálom a vallást. Elbassza az embereket". A médiacézár Rupert Murdoch kíváncsi pletykalapjaival igencsak megkeserítette a Queen tagjainak életét, különösen a haldokló Freddie Mercury-ét. Taylor egy dalban állt bosszút, mely a Dear Mr. Murdoch címet viseli és erősen kritizálja a kiadói módszereket és minőséget. Hasonló indíttatásból 10,000 fonttal támogatta a Manchester United focicsapatot, hogy ellen tudjanak állni Rupert Murdoch vásárlói szándékának. 2003-ban nyilatkozatot írt alá a nagyhatalmak iraki háborúja ellen.
Autóbolond hírében áll: kedvence a brit autóipar remeke, az Aston Martin. Első Ferrarija a '70-es években kigyulladt egy francia autópályán. A '80-as években a Status Quo tagjaival részegen randalírozott a Monacoi Formula–1 Nagydíjon, ezért kitiltották a városból. Minden koncertje előtt két pohár skót whiskeyt fogyaszt, se többet, se kevesebbet. A dohányzásról a '80-as évek végén leszokott.
Taylor első feleségét a Queen 1976-os Hyde Park-i koncertjét szervező Richard Branson asszisztenseként ismerte meg – Dominique Beyrand 10 évig volt a partnere, két gyermekük született (Felix Luther: 1980, Rory Elenor: 1986). 1987-ben kötött házasságuk után 2 héttel elváltak. Taylor új barátnője, majd felesége a Cadbury's csokoládék tévéreklámjában szereplő modell, Debbie Leng lett, aki az 1989-es Queen videóklip, a Breakthru főszerepét is megkapta. Három gyermekük született (Rufus Tiger: 1991, Tigerlily: 1994, Lola 2000). 2002 környékén a pár szakított, új partnere Eileen Wright. 2005 óta élettársa Serena Miller.
Taylor szenvedélyes hajós: korábban Ga Ga nevű hajóján, ma Tigerlily nevű vitorlásán szeli a Földközi-tenger és az óceánok hullámait. Kortárs festményeket gyűjt, kedvencei közé tartozik Joan Miró. Sokat síel, 2000-ben pedig kipróbálta az olimpiai bobpályát St. Moritz-ban.

## Diszkográfia

### Szólóalbumok
- Fun in Space (1981)
- Strange Frontier (1984)
- Happiness? (1994)
- Electric Fire (1998)
- Fun on Earth (2013)
- Outsider (2021)

### Kislemezek
- I Wanna Testify / Turn on the TV (1977)
- Future Management (1981)
- My Country (1981)
- Let's Get Crazy (1981)
- Man on Fire (1984)
- Strange Frontier (1984)
- Beautiful Dreams (1984)
- Nazis 1994 (1994)
- Foreign Sand (1994)
- Happiness (1994)
- Pressure On (1998)
- Surrender (1999)